# Ovalmedia
Ovalmedia (Eigenschreibweise OVALmedia) ist eine Unternehmensgruppe, die 1998 von den Filmemachern Robert Cibis und Lilian Franck gegründet wurde. Zu ihr gehören die Ovalmedia Berlin GmbH, die Ovalmedia Cologne GmbH sowie die Firmen Ovalmedia Paris SAS und Ovalmedia Rome SRL, durch die sie als Filmproduktion, Filmverleih und Dienstleistungsproduktion tätig ist. Ovalmedia erstellt(e) Produktionen für/mit ARD, ZDF, Arte und 3sat
Ovalmedia beteiligte sich mit Produktionen auf ihrem Youtube-Channel an der Verbreitung von Falschinformationen zur COVID-19-Pandemie. Im April 2021 zog sich Lilian Franck aus sämtlichen Unternehmen der Ovalmedia-Gruppe zurück. Youtube löschte den Kanal im Juli 2022.

## Geschichte
2003 gewann der Dokumentarfilm Halbe Chance?, bei dem Robert Cibis und Lilian Franck zum ersten Mal gemeinsam Regie führten, den Nachwuchspreis des Deutsch-Französischen Journalistenpreises.
Im Jahr 2007 erschien die zweiteilige Dokumentationsreihe Ekelhaft gesund über die medizinische Behandlung mit Egeln und Maden in Zusammenarbeit mit Michaela Kirst und gewann den Preis des Ekotopfilms.
Ein Jahr später entstand in Co-Regie von Cibis, Franck, Matthias Luthardt (Pingpong) und Michaela Kirst der Kinofilm Jesus liebt Dich – Evangelikale auf WM-Mission, der auf der Berlinale uraufgeführt wurde. Der Film thematisiert die Missionsarbeit von evangelikalen Christen während der Fußball-Weltmeisterschaft 2006 und zeigt dabei fundamentalistische Strömungen im Christentum auf. Die vier Regisseure widersetzen sich dabei laut Cibis einer „zu einfache[n] Autorenhaltung“ und versuchen „die Balance zwischen kritischem Abstand und verständnisvoller Identifikation bei der Erzählführung“ zu wahren.
Der Kino-Dokumentarfilm Pianomania lief ab 2010 in 25 Ländern im Kino und erhielt mehrere Auszeichnungen, unter anderem das Filmprädikat besonders wertvoll. Außerdem wurde Pianomania für den europäischen Filmpreis nominiert. Der humorvolle Film über die Suche nach dem perfekten Klang zeigt die Zusammenarbeit zwischen dem Klaviertechniker Stefan Knüpfer und Pianisten wie Lang Lang, Pierre-Laurent Aimard und Alfred Brendel.
Die in Koproduktion mit der Golden Girls Filmproduktion entstandene Dokumentation trustWHO über den Einfluss der Industrie auf die Weltgesundheitsorganisation feierte seine Weltpremiere 2017 auf dem Festival für Investigative Filme „Double Exposure“ in den USA.
Im Jahr 2018 koordinierte Ovalmedia erstmals als Kinoverleih die Crowdpremiere von „Free Lunch Society“. Der Film wurde am 1. Februar 2018 zeitgleich in 100 Kinos mit 100 Diskussionen in ganz Deutschland gezeigt. Im September des gleichen Jahres startete der Film in Frankreich.
Anfang April 2021 zog sich Mitgründerin Lilian Franck aus sämtlichen Unternehmen der Ovalmedia-Gruppe zurück und erklärte, an keiner Produktion von Ovalmedia zur COVID-19-Pandemie mitgewirkt zu haben. Sie werde künftig in keiner Form mehr mit Ovalmedia kooperieren.

## Produktionen während der COVID-19-Pandemie
Seit 2020 bietet Ovalmedia über YouTube-Streaming das Talkshow-Format „Narrative“ an und überträgt live die Sitzungen der „Stiftung Corona-Ausschuss“. In diesen werden teilweise Falschinformationen zur COVID-19-Pandemie verbreitet. Ovalmedia geriet damit zunehmend in die Kritik.
In den Sendungen wurde unter anderem behauptet, die Regierung plane Schlimmeres als den Holocaust.
Ovalmedia war in der Kritik, Impfgegner und Corona-Verharmloser zu unterstützen und Verschwörungstheorien zu verbreiten. Die Unternehmensgruppe drehte Youtube-Videos mit Personen wie Sucharit Bhakdi, Wolfgang Wodarg, Bodo Schiffmann oder Mathias Bröckers (zu den Terroranschlägen am 11. September 2001). Diese stehen zum Teil wegen ihrer Äußerungen zur COVID-19-Pandemie in der Kritik von Wissenschaftlern und Journalisten. Die ersten Folgen entstanden in der Werkstatt des Hauses der Statistik. Als die Inhalte bekannt wurden, beendeten die Betreiber der Werkstatt die Zusammenarbeit im Juli 2020 mit der Begründung, dass das Haus der Statistik ein Ort der Meinungsvielfalt sei, doch nicht für „Verschwörungsmythologien, Wissenschaftsleugnung und Faktenverdrehung“.
Mitte Januar 2021 übertrug Ovalmedia einen Parteigründungsversuch in der Berliner Kneipe „Scotch & Sofa“. An dieser nahm auch Robert Cibis teil. Wegen Verstößen gegen die Berliner Infektionsschutzverordnung löste die Polizei die Versammlung auf.
Seit Ende September 2021 kursiert in den sozialen Netzwerke ein Video von Ovalmedia, in dem laut dem Faktencheck des Recherchezentrums Correctiv irreführende Behauptungen über die Wirksamkeit der Covid-19-Impfstoffe verbreitet werden.

## Filmographie (Auswahl)
- 2003: Oh du Fröhliche!
- 2003: Halbe Chance?
- 2004: Kapital: Mensch – Das Geschäft mit der Arbeit
- 2004: Deutsche Bank – DB Direkt Call Center (Industriefilm)
- 2004: Die Menschenfischer
- 2004: Kommt Europa in die Hölle?
- 2004: Edgar Allan Poe – Die Grube und das Pendel (Musikvideo)
- 2007: Ekelhaft Gesund: Blutegel und Maden
- 2008: Jesus Liebt Dich – Evangelikale auf WM-Mission, Berlinale 2008
- 2009: Patient als Beute – Der Streit um die Gesundheitsmilliarden
- 2009: Das Glück aus der Dose
- 2009: Pianomania (dt. PianoMania – Die Suche nach dem perfekten Klang)
- 2010: 50 Jahre Pille – Karriere ohne Knick
- 2010: Lebensretter Ostblockviren – Ein Weg aus der Antibiotika-Krise?
- 2010: Das Glück aus der Dose
- 2012: Lebensretter Ostblockviren
- 2015: Anyway Home
- 2015: Wait for Me (Webserie)
- 2015: Viens!
- 2016: J’ai Tout Donné Au Soleil Sauf Mon Ombre (dt. Ich habe der Sonne alles gegeben außer meinem Schatten)
- 2016: TrustWho (dt. WHO: Am Tropf der Geldgeber)
- 2017: Stuck
- 2017: Free Lunch Society (dt. Free Lunch Society: Komm Komm Grundeinkommen)
- 2019: Fuck Fame (dt. Fuck Fame – Die Geschichte von Elektropop-Ikone Uffie)
- 2021: A pas aveugles (intl. From Where They Stood), Berlinale 2021 (Forum)
- 2021: CORONA.film prologue (dt. CORONA.film Prolog) (75 min)

## Auszeichnungen (Auswahl)
- 2003: Deutsch-Französischer Journalistenpreis: Nachwuchspreis für Halbe Chance?
- 2007: Preis des Ekotopfilm für Ekelhaft gesund
- 2009: Festival des österreichischen Films – Diagonale: Beste künstlerische Montage: Dokumentarfilm für Pianomania
- 2009: Deutscher Filmpreis: Beste Tongestaltung für Pianomania
- 2009: Internationales Filmfestival Locarno: Preis der Semaine de la Critique für Pianomania
- 2010: Eurodok Norwegen: Ehrenpreis für Pianomania
- 2010: San Francisco International Film Festival: Golden Gate Award für Pianomania